# Mimainiai

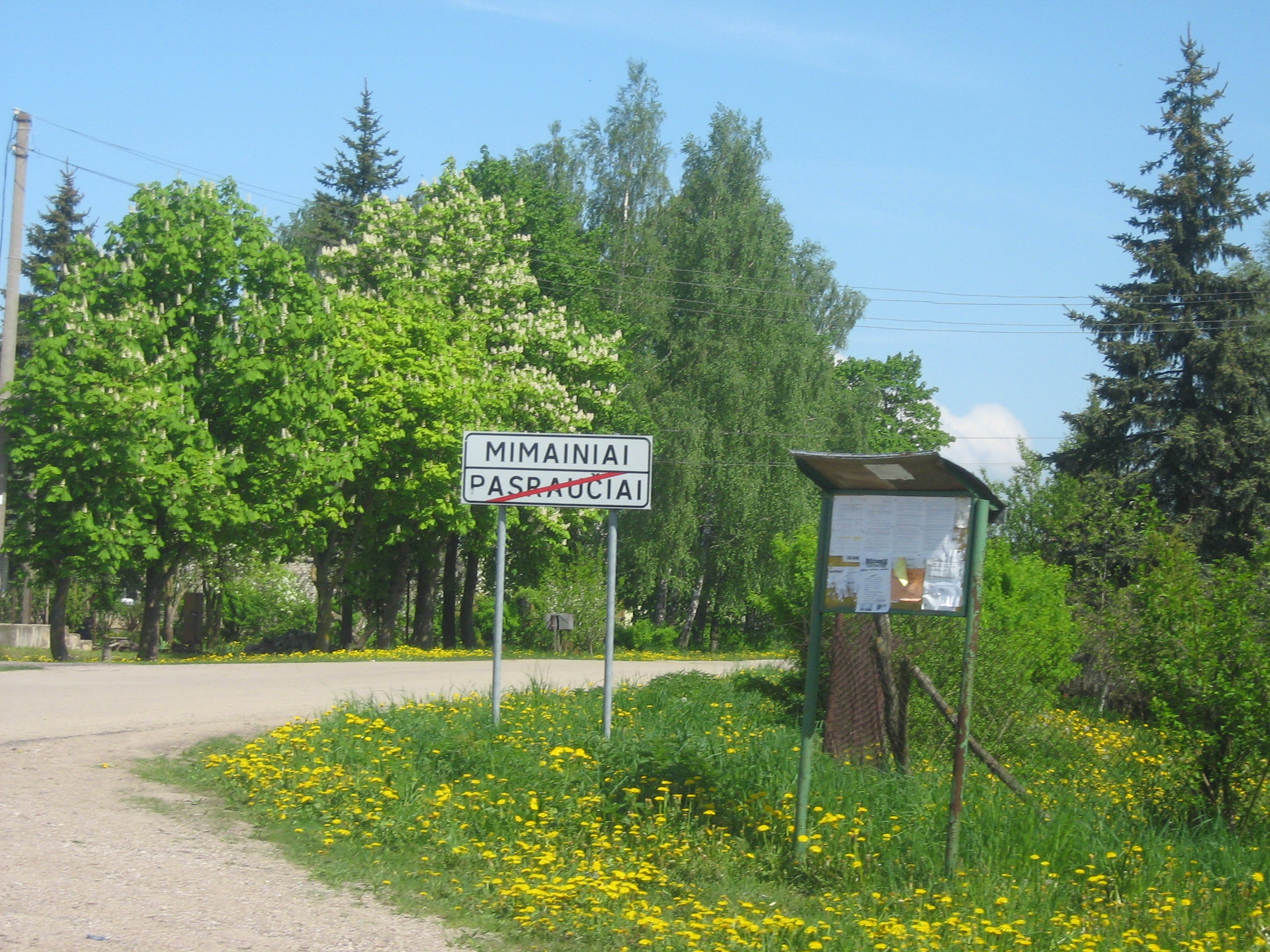
Mimainiai

Mimainiai ist ein Dorf mit 141 Einwohnern (Stand 2011) in Litauen, der Rajongemeinde Jonava, im Amtsbezirk Bukonys, 2 km nordwestlich von Bukonys, 4 km südlich vom Dorf Garniškiai, an der Fernstraße nach Šėta (Rajongemeinde Kėdainiai). Mimainiai ist das Zentrum des Unteramtsbezirks Mimainiai (lit. Mimainių seniūnaitija). Im Osten liegt der See Mimainiai. Ab 1923 gehörte es der Panoteriai-Wolost.
Das Dorf gehörte in Sowjetlitauen dem Bukonys-Sowchos.